# Chimik Nowopołock
Chimik-SKA Nowopołock (biał. Хакейны клуб Хімік Наваполацк – Chakiejny Klub Chimik Nawapołack, ros. Хоккейный клуб Химик Новополоцк – Chokkiejnyj Klub Chimik Nowopołock) – białoruski klub hokejowy z siedzibą w Nowopołocku, występujący w rozgrywkach ekstraligi białoruskiej.

## Historia
Historyczne nazwy
- Nieftianik Nowopołock (1964−1974)
- Chimik Nowopołock (1974–1994)
- Polimir Nowopołock (1994–2003)
- Chimik Nowopołock (2003–2004)
- Chimik-SKA Nowopołock (2004-2016)
- Chimik Nowopołock (2016–)

Protoplastą Chimika był założony w 1964 klub Nieftianik Nowopołock. Od 1974 przemianowano nazwę na Chimik, w 1990 klub zdobył mistrzostwo białoruskiej SRR, a w jego składzie byli wówczas m.in. Andrej Kudzin, Andrej Husau, Andrej Pryma. W 1994 otwarto lodowisko Pałac Lodowy i Kultury i zmieniono nazwę klubu na Polimir (ze względu na sponsora drużyny, miejscowy koncern Polimir), pod który występował do 2003. Od 2004 do 2016 klub nosił nazwę Chimik-SKA, po czym przywrócono nazwę Chimik.
Przez kilka lat drużyna występowała w rozgrywkach Wschodnioeuropejskiej Ligi Hokejowej, zaś po zdobyciu mistrzostwa kraju w latach 1996, 1997, klub brał udział w edycjach Pucharu Kontynentalnego.

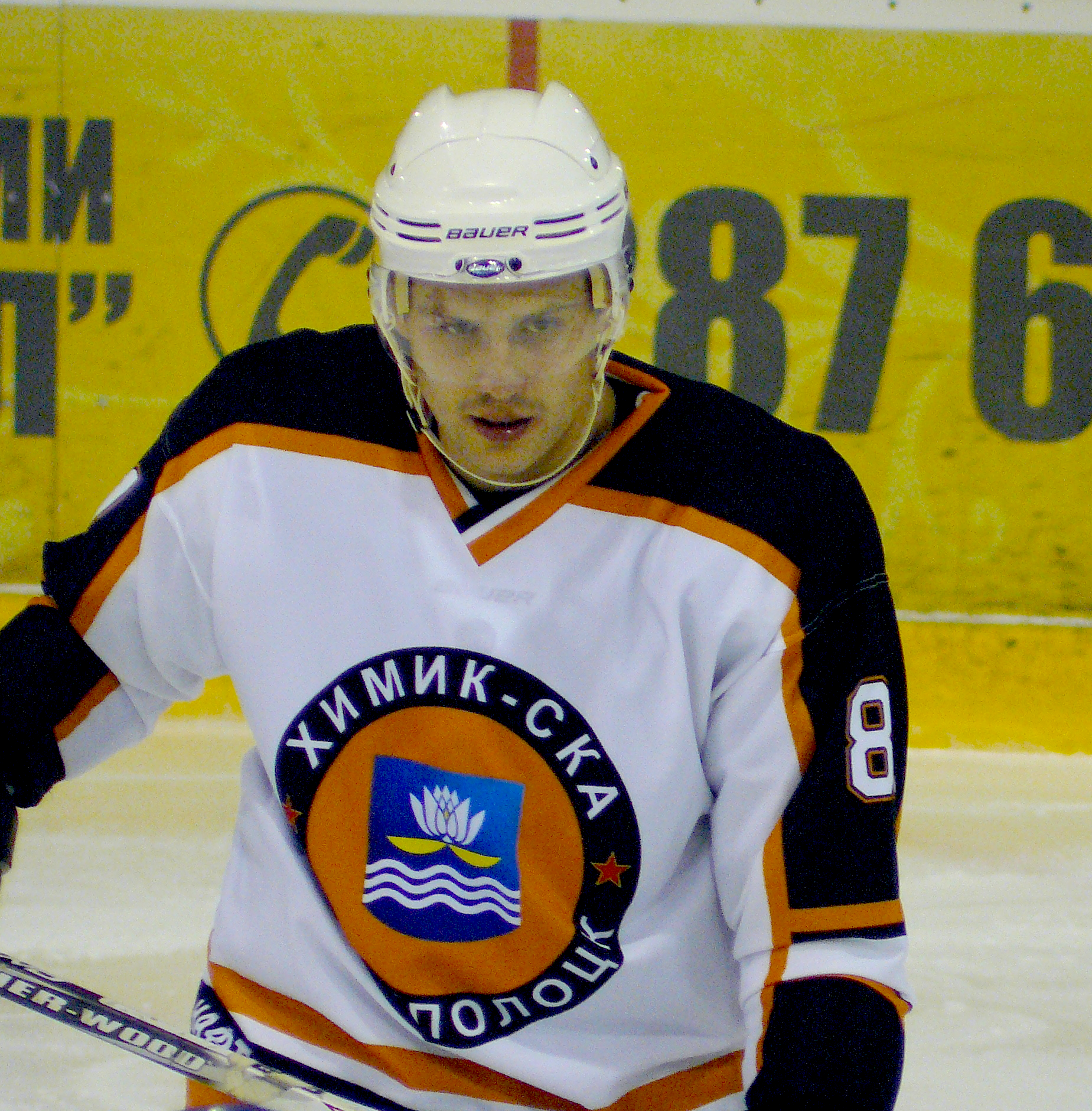
Walancin Ebiert w barwach Chimika (2010)

## Sukcesy
- Brązowy medal mistrzostw Białoruskiej SRR (4 razy): 1980, 1981, 1983, 1985
- Srebrny medal mistrzostw Białoruskiej SRR (3 razy): 1986, 1987, 1989
- Złoty medal mistrzostw Białoruskiej SRR (1 raz): 1990
- Złoty medal mistrzostw Białorusi (2 razy): 1996, 1997
- Srebrny medal mistrzostw Białorusi (2 razy): 1995, 1998
- Brązowy medal mistrzostw Białorusi (4 razy): 1993, 1994, 1999, 2001

## Trenerzy i zawodnicy
Na początku kariery szkoleniowej trenerem klubu był Andriej Sidorienko, następnie po raz drugi do 2004, po czym jego następcą został Władimir Katajew, który podjął stałą pracę jako jeden z trenerów w klubie. W sezonie 2010/2011 trenerem Chimika był Andriej Parfionow. Wiosną 2019 trenera Dienisa Tydiuk zastąpił Aleh Chmyl. Latem 2019 do sztabu wszedł Dzmitryj Ausiannikau.
Wychowankiem klubu byli m.in. Andrej Kascicyn, Siarhiej Kascicyn, Siarhiej Astapczuk. W klubie występował m.in. Władimir Mielenczuk, Juryj Fajkou, Ilja Policynski, Alaksandr Szumidub, Uładzimir Dzianisau.